# Bundesstraße 280
Pour les articles homonymes, voir Route 280.
La Bundesstraße 280 est une ancienne Bundesstraße dans le Land de Thuringe.

## Situation et accès
Elle conduit de Meiningen à Zella-Mehlis et fut remplacée par la mise en service de la Bundesautobahn 71.
De Meiningen à la bifurcation vers Kühndorf en direction de Meiningen-Nord sur l'A 71, la B 280 devient la Bundesstraße 19 et entre Benshausen et Zella-Mehlis la Bundesstraße 62. Le tronçon entre Benshausen et Schwarza est transformé en K 580. Le tronçon entre Schwarza et la branche de Rohr est déclassé en L 1131, qui continue de là jusqu'à Rohr. Le troisième tronçon entre la branche du Rohr vers Kühndorf et la jonction avec la B 19 devant Meiningen porte la désignation K 581.